# Денисевич, Стефан
Стефан Денисевич (пол. Stefan Denisewicz ; 16 июня 1834 года, Могилёвская губерния — 3 декабря 1913 года, Смоленск) — российский католический епископ, трижды занимал пост апостольского администратора Могилёвской архиепархии.

## Биография
Родился 16 июня 1834 года (по другим данным в 1836 году) в Могилёвской губернии.
Учился в семинарии в Минске, затем в Католической духовной академии в Санкт-Петербурге, которую окончил в 1863 году со степенью магистра богословия. 16 апреля 1863 года рукоположен в священники, служил в Орше и Могилёве. С 1886 года — настоятель прихода в Смоленске, с 1895 года — кафедральный каноник в Санкт-Петербурге и прелат могилёвского капитула. Курировал строительство храма Непорочного Зачатия Пресвятой Девы Марии в Смоленске
После смерти 11 февраля 1903 архиепископа-митрополита Болеслава Иеронима Клопотовского в первый раз управлял Могилёвской митрополией в качестве её временного главы. 9 ноября 1903 года новым архиепископом был избран Ежи Шембек, который назначил Денисевича своим помощником. По просьбе Шембека Денисевичу было присвоено почётное звание апостольского протонотария.
30 июля 1905 года епископ Шембек скончался, и Денисевич повторно стал исполнять обязанности администратора митрополии. Однако в этот раз период его управления продлился почти три года, кандидатуру нового митрополита долгое время не удавалось согласовать из-за общественно-политической неразберихи в России, связанной с революцией 1905 года. Наконец 16 июня 1908 года новым архиепископом-митрополитом Могилёвским был назначен Аполлинарий Внуковский. Одновременно Денисевич был назначен вспомогательным епископом Могилёвской архиепархии. Епископская хиротония состоялась 30 ноября 1908 года, как и все вспомогательные епископы Денисевич стал титулярным епископом с титулом епископа Клавдиополя.
Меньше чем через год после назначения митрополит Внуковский скончался, после чего Денисевич в третий раз оказался на посту администратора. 7 апреля 1910 года новым митрополитом был избран Викентий Ключинский. Денисевич работал в консистории в Санкт-Петербурге, однако в 1911 году был отправлен правительством в отставку за излишнюю, по мнению правительства, самостоятельность. Последние годы жизни провёл в Смоленске.